# Connerré
 Connerré  es una población y comuna francesa, situada en la región de Países del Loira, departamento de Sarthe, en el distrito de Mamers y cantón de Montfort-le-Gesnois.

## Demografía
| 2425 | 2383 | 2523 | 2635 | 2545 | 2590 |
| Para los censos de 1962 a 1999 la población legal corresponde a la población sin duplicidades (Fuente: INSEE [Consultar]) |      |      |      |      |      |